# Standfussiana pallida
Standfussiana pallida är en fjärilsart som beskrevs av Karl Schawerda 1933. Standfussiana pallida ingår i släktet Standfussiana och familjen nattflyn. Inga underarter finns listade i Catalogue of Life.